# Öffentlich-rechtlicher Vertrag
Der öffentlich-rechtliche Vertrag (örV), auch Verwaltungsvertrag genannt, stellt eine Handlungsform des deutschen öffentlichen Rechts dar. Es handelt sich um einen Vertrag über einen öffentlich-rechtlichen Gegenstand, an dem sich mindestens eine juristische Person des öffentlichen Rechts beteiligt. Der öffentlich-rechtliche Vertrag existiert in mehreren Ausprägungen. In § 54 bis § 62 des Verwaltungsverfahrensgesetzes des Bundes (VwVfG) sowie in den Verwaltungsverfahrensgesetzen der Länder ist der Verwaltungsvertrag fragmentarisch geregelt. Hierbei handelt es sich um einen Vertrag, der eine öffentlich-rechtliche Verwaltungsleistung zum Gegenstand hat. Häufig genutzt wird diese Handlungsform beispielsweise im Bereich des öffentlichen Baurechts, des Umweltrechts und des Subventionsrechts. Weitere Formen des öffentlich-rechtlichen Vertrags existieren im Bereich des Verfassungs- und des Völkerrechts.

## Entstehungsgeschichte und Funktionen des Verwaltungsvertrags
Vor Inkrafttreten des VwVfG war in der Rechtswissenschaft umstritten, ob die Verwaltung auf dem Gebiet des öffentlichen Rechts grundsätzlich auch Verträge abschließen dürfen oder ob es hierzu einer ausdrücklichen Ermächtigung bedurfte. Das VwVfG, das am 1. Januar 1977 in Kraft trat, beantwortete diese Streitfrage zugunsten der grundsätzlichen Zulässigkeit der Vertragsform. Die Regeln des VwVfG finden unmittelbare Anwendung nur auf Verträge, die ab dem 1. Januar 1977 geschlossen wurden. Die in den Regelungen enthaltenen Rechtsgedanken lassen sich jedoch auch auf frühere Verträge übertragen.
Der Verwaltungsvertrag ermöglicht die Regelung eines Rechtsverhältnisses. Aus Sicht der Beteiligten besitzt er im Vergleich zu anderen Handlungsformen des öffentlichen Rechts den Vorteil, dass der vertragliche Rechtsrahmen flexibler ist und den Beteiligten einen größeren Spielraum lässt. Hierdurch können die Beteiligten ihre Interessen regelmäßig besser berücksichtigen, als es in einem einseitigen Verwaltungsverfahren möglich wäre und dadurch Rechtsfolgen erzielen, die auf den Willen aller Beteiligten abgestimmt sind. Anderseits ist der vergrößerte Handlungsspielraum mit der Gefahr des Missbrauchs verbunden. Oft wird in der Rechtswissenschaft hierfür das Schlagwort des Ausverkaufs von Hoheitsrechten gebraucht. Aus diesem Grund sieht das Gesetz einige Schutzvorschriften vor, die dem vorbeugen sollen.
Beim Verwaltungsvertrag stehen sich die Parteien als gleichberechtigte Partner gegenüber. Das setzt voraus, dass beide die Möglichkeit besitzen, auf den Inhalt des Vertrages in nicht unterheblichem Umfang Einfluss zu nehmen. Dies stellt den entscheidenden Unterschied zum Verwaltungsakt dar, den eine Behörde grundsätzlich einseitig gegenüber einem Adressaten erlässt. Abgrenzungsschwierigkeiten können sich beim mitwirkungsbedürftigen Verwaltungsakt, einer Sonderform des Verwaltungsakts, ergeben. Auch bei diesem wirkt der Bürger an dessen Zustandekommen mit, allerdings beschränkt sich dies auf die Entscheidung über das Zustandekommen; eine inhaltliche Gestaltungsmacht besitzt er anders als beim Verwaltungsvertrag nicht.
In der Praxis findet der Verwaltungsvertrag regelmäßig Anwendung. Häufiger macht die öffentliche Hand jedoch vom Verwaltungsakt Gebrauch, da der Erlass eines solchen aus Behördensicht regelmäßig schneller als die Herbeiführung einer vertraglichen Übereinkunft ist.

## Merkmale des Verwaltungsvertrags
§ 54 Satz 1 VwVfG nennt mehrere Merkmale, die einen Verwaltungsvertrag auszeichnen:

### Vertrag
Ein öffentlich-rechtlicher Vertrag kommt wie ein zivilrechtlicher Vertrag durch den Austausch zweier korrespondierender Willenserklärungen zustande, die sich auf den Abschluss eines Vertrags richten. Diese werden im Gesetz als Antrag und Annahme bezeichnet. Da das VwVfG keine besonderen Regelungen in Bezug auf den Vertragsschluss enthält, finden die Bestimmungen des Bürgerlichen Gesetzbuchs (BGB) gemäß § 62 Satz 2 VwVfG entsprechende Anwendung. Dies betrifft beispielsweise die Vorschriften über die Willenserklärungen. So werden die Erklärungen der Beteiligten entsprechend § 133, § 157 BGB anhand des objektiven Empfängerhorizonts ausgelegt.
Bei mindestens einem Beteiligten muss es sich um eine juristische Person des öffentlichen Rechts handeln. Hierzu zählen etwa Gemeinden. Analoge Anwendung finden die Vorschriften über den öffentlich-rechtlichen Vertrag, falls ein Verwaltungsträger aus einem anderen Staat beteiligt ist.
Der Austausch von Willenserklärungen setzt voraus, dass die Beteiligten rechtsfähig sind. Hieran fehlt es regelmäßig bei Behörden, da diese meist eine unselbstständige Untergliederung eines Behördenträgers darstellen. In diesen Fällen wird der Behördenträger Vertragspartei. Das Handeln der Behördenorgane wird dem Behördenträger als eigenes Handeln zugerechnet.

### Begründung, Änderung oder Aufhebung eines öffentlich-rechtlichen Rechtsverhältnisses
Der Vertrag hat die Funktion, ein öffentlich-rechtliches Rechtsverhältnis zu begründen, zu ändern oder aufzuheben. Hierbei handelt es sich um eine rechtliche Beziehung, die sich aus der Anwendung öffentlich-rechtlicher Normen auf einen Sachverhalt ergibt. Typische Anwendungsbereiche des öffentlich-rechtlichen Vertrags sind die Subventionsvergabe, die Nutzung einer öffentlichen Einrichtung und die Erteilung eines Dispenses.

### Öffentlich-rechtlicher Vertragsgegenstand
Schließlich zeichnet sich ein Verwaltungsvertrag dadurch aus, dass er einen öffentlich-rechtlichen Vertragsgegenstand besitzt. Die Abgrenzung zum privatrechtlichen Vertrag erfolgt daher nach dem Vertragsinhalt. Maßgeblich ist dabei der objektive Inhalt der Rechtsfolgen, nicht die rechtliche Einordnung der Vertragsparteien oder deren subjektive Vorstellung. Öffentlich-rechtlich ist demnach ein Vertrag, dessen Gegenstand eine öffentlich-rechtliche Leistung bildet. Dies trifft beispielsweise auf einen Vertrag zu, kraft dessen sich eine Gemeinde zum Erlass einer Baugenehmigung verpflichtet. Ebenfalls kann sich ein Verwaltungsträger vertraglich zum Erlass einer Verordnung oder einer Satzung verpflichten.
Bei der Abgrenzung von öffentlich-rechtlichem und privatrechtlichem Vertrag gilt der Grundsatz der einheitlichen Beurteilung: Ein Vertrag, der sowohl öffentlich-rechtliche als auch privatrechtliche Elemente enthält, kann insgesamt öffentlich-rechtlich sein, falls auch nur einzelne der aufeinander bezogenen Leistungspflichten öffentlich-rechtlicher Natur sind. Dies setzt voraus, dass die öffentlich-rechtlichen Elemente den Schwerpunkt des Vertrags bilden. Eine unterschiedliche Zuordnung einzelner Vertragsbestandteile ist nach der von der Rechtsprechung vertretenen Trennungstheorie allerdings möglich, falls öffentlich-rechtliche und privatrechtliche Pflichten keinen oder allenfalls einen geringen Bezug zueinander aufweisen.

## Formen des Verwaltungsvertrags
Das Gesetz unterscheidet verschiedene Formen von Verwaltungsverträgen.

### Koordinationsrechtlicher und subordinationsrechtlicher Vertrag
Zunächst wird zwischen dem koordinationsrechtlichen und dem subordinationsrechtlichen Vertrag differenziert:
Beim koordinationsrechtlichen Vertrag befinden sich die Vertragspartner in Bezug auf den Vertragsgegenstand auf gleicher Ebene. Ein solcher Vertrag wird hauptsächlich zwischen mehreren Trägern öffentlicher Verwaltung geschlossen. Er bildet Rechtsbeziehungen in einem Bereich, in dem ein Verwaltungsakt aufgrund der Gleichordnung nicht erlassen werden dürfte. Anwendung findet er daher beispielsweise im Verhältnis zwischen Gemeinden.
Einen subordinationsrechtlichen Vertrag schließt die Verwaltung gemäß § 54 Satz 2 VwVfG mit einer Person ab, gegenüber der sie auch einen Verwaltungsakt erlassen dürfte. Beim subordinationsrechtlichen Vertrag befinden sich die Vertragspartner demnach in einem Verhältnis der Über- und Unterordnung. In der Regel wird ein solcher Vertrag zwischen einem Verwaltungsträger und einem Privaten abgeschlossen. Auf den subordinationsrechtlichen Vertrag finden einige Sonderregelungen Anwendung, etwa bezüglich seiner Wirksamkeit.

### Vergleichs- und Austauschvertrag
Im Rahmen des subordinationsrechtlichen Vertrags unterscheidet das Gesetz weiterhin zwischen dem Vergleichsvertrag (§ 55 VwVfG) und dem Austauschvertrag (§ 56 VwVfG).

#### Vergleichsvertrag
Ein Vergleichsvertrag liegt vor, wenn hierdurch eine bei verständiger Würdigung des Sachverhalts oder der Rechtslage bestehende Ungewissheit durch gegenseitiges Nachgeben beseitigt wird. Objektiv unaufklärbare Zweifel sind hingegen nicht erfasst. In diesen Fällen ist nach der vorgegebenen Beweislast zu entscheiden.
Ein gegenseitiges Nachgeben erfordert, dass die Parteien einen Teil ihrer im Verfahren aufgestellten Behauptungen und Forderungen zurücknehmen oder ändern. Nicht erforderlich ist, dass die Parteien zu gleichen Teilen nachgeben. Sachlich müssen die Parteien in den Positionen nachgeben, über welche die Ungewissheit besteht. Wird der Vertrag während eines Gerichtsprozesses abgeschlossen, stellt er zugleich eine Prozesshandlung dar.
Vom Vergleich ist die tatsächliche Verständigung zu unterscheiden. Hierbei handelt es sich nicht um einen Vergleich im Sinne des § 55 VwVfG, sondern um einen Vertrag nach § 54 Satz 1 VwVfG.

#### Austauschvertrag
Ein Austauschvertrag ist gemäß § 56 Absatz 1 VwVfG dann gegeben, falls sich der Vertragspartner des Verwaltungsträgers zu einer Gegenleistung verpflichtet. Ein Austauschvertrag darf lediglich unter bestimmten Voraussetzungen abgeschlossen werden.
Notwendig ist zunächst, dass die Gegenleistung für einen bestimmten Zweck im Vertrag vereinbart wird. Nach vorherrschender Ansicht in der Rechtswissenschaft ist es diesbezüglich ausreichend, wenn der Zweck durch Auslegung bestimmt werden kann.
Weiterhin muss die Gegenleistung der Verwaltung zur Erfüllung ihrer öffentlichen Aufgaben dienen.
Ferner muss die Gegenleistung den gesamten Umständen nach angemessen sein. Dies trifft zu, falls sie nicht außer Verhältnis zur Leistung des Verwaltungsträgers steht.
Schließlich muss die Gegenleistung einen sachlichen Zusammenhang zur vertraglichen Leistung des Verwaltungsträgers aufweisen. Diese Voraussetzung wird in der Rechtswissenschaft als Koppelungsverbot bezeichnet. Hierdurch soll zum einen verhindert werden, dass Hoheitsrechte ausverkauft werden. Zum anderen soll der Vertragspartner vor unangemessenen Forderungen der öffentlichen Hand geschützt werden. Gegen das Koppelungsverbot verstößt ein Vertrag, der unterschiedliche Materien sachfremd verknüpft. Für den Folgekostenvertrag als Unterfall des städtebaulichen Vertrags wird das Koppelungsverbot in § 11 Absatz 2 Satz 2 Nummer 3 des Baugesetzbuchs (BauGB) konkretisiert.
Gemäß § 56 Absatz 2 VwVfG darf ein Vertrag über eine öffentlich-rechtliche Leistung, auf die der private Vertragspartner einen Anspruch hat, lediglich dann abgeschlossen werden, falls die Gegenleistung des Privaten Inhalt einer Nebenbestimmung nach § 36 VwVfG sein dürfte. Dies gilt auch im Fall einer Reduzierung eines grundsätzlich bestehenden Ermessensspielraums auf Null.
Ein Austauschvertrag liegt auch dann vor, falls eine Leistung der Behörde nicht ausdrücklich vereinbart, jedoch als Geschäftsgrundlage vorausgesetzt wird. Dies bezeichnet die Rechtswissenschaft als hinkenden Austauschvertrag.

## Voraussetzungen des Vertragsschlusses
Die Rechtmäßigkeit eines öffentlich-rechtlichen Vertrags setzt zunächst voraus, dass die Vertragsform zulässig ist. Dies trifft zu, soweit sie nicht durch Gesetz verboten ist. Ein Vertragsformverbot besteht beispielsweise im Bereich der Ernennung eines Beamten, die gemäß § 8 des Beamtenstatusgesetzes und § 10 des Bundesbeamtengesetzes durch Verwaltungsakt erfolgt. Gemäß § 1 Absatz 3 Satz 2 BauGB darf sich eine Gemeinde ferner nicht zur Aufstellung eines Bauleitplans oder einer städtebaulichen Satzung verpflichten. Auch im Bereich von Eignungs- und Leistungsprüfungen darf ein öffentlich-rechtlicher Vertrag gemäß § 2 Absatz 3 Nummer 2 VwVfG nicht abgeschlossen werden. Nach vorherrschender Auffassung in der Rechtswissenschaft ist ein Handeln in Vertragsform ebenfalls im Abgabenrecht grundsätzlich ausgeschlossen.
Weiterhin muss der Vertrag durch die örtlich und sachlich zuständige Behörde abgeschlossen werden. Die Zuständigkeit ergibt sich aus dem jeweiligen Fachrecht, auf das sich der Vertrag bezieht.
Zur Förderung der Rechtssicherheit muss der Vertrag gemäß § 57 VwVfG grundsätzlich schriftlich abgeschlossen werden. Strengere Formvorschriften werden durch § 57 VwVfG nicht berührt. So bedarf etwa ein Vertrag, durch der eine Partei zur Übertragung eines Grundstücks verpflichtet, gemäß § 311b Absatz 1 BGB der notariellen Beurkundung.
Gemäß § 58 Absatz 1 VwVfG setzt die Wirksamkeit eines öffentlich-rechtlichen Vertrags, der in das Recht eines Dritten eingreift, weiterhin voraus, dass dieser dem Vertrag zustimmt. Entsprechendes gilt, falls anstelle des Vertrags ein Verwaltungsakt erlassen werden könnte, welcher der Mitwirkung einer anderen Behörde bedürfte.

## Rechtswidrigkeit und Nichtigkeit des Verwaltungsvertrags
Verstößt ein Verwaltungsvertrag gegen Recht, hat dies wie beim Verwaltungsakt nicht zwangsläufig dessen Unwirksamkeit zur Folge. Aus Gründen der Rechtssicherheit tritt Nichtigkeit lediglich bei bestimmten besonders schwer wiegenden Verstößen ein. Anders als es beim Verwaltungsakt der Fall ist, kann ein Verwaltungsvertrag nicht durch einseitiges Handeln eines Beteiligten aufgehoben werden. Daher besitzt die Frage nach der Rechtswidrigkeit eines Verwaltungsvertrags in der Rechtspraxis eine geringe Bedeutung. Entscheidend für die Beantwortung der Frage, ob aus einem Vertrag Ansprüche hergeleitet werden können, ist vielmehr dessen Wirksamkeit. Unter welchen Voraussetzungen ein Verwaltungsvertrag nichtig ist, regelt § 59 VwVfG.

### Allgemeiner Nichtigkeitsgrund
Gemäß § 59 Absatz 1 VwVfG ist ein Vertrag nichtig, falls eine anwendbare Vorschrift des BGB diese Rechtsfolge anordnet. Entsprechende Anwendung findet beispielsweise § 125 BGB. Hiernach ist ein Vertrag nichtig, der unter Missachtung der vom Gesetz geforderten Form geschlossen wird. Ebenfalls Anwendung finden die Vorschriften über die Geschäftsfähigkeit (§ 105 BGB), die Anfechtung (§ 142 BGB) und über die Sittenwidrigkeit (§ 138 BGB).
Auch § 134 BGB findet grundsätzlich Anwendung. Hiernach ist ein Vertrag unwirksam, der gegen ein gesetzliches Verbot verstößt. Fände diese Vorschrift uneingeschränkt Anwendung, wäre jedoch jeder rechtswidrige Vertrag nichtig. Dies widerspräche dem Willen des Gesetzgebers, einen Vertrag lediglich in Ausnahmefällen für unwirksam zu erklären, der insbesondere in § 59 Absatz 2 VwVfG zum Ausdruck kommt. Daher wird § 134 BGB teleologisch dahingehend reduziert, dass er lediglich die Verletzung von Rechtsnormen erfasst, die den Vertragsinhalt missbilligen. Dies bejahte die Rechtsprechung beispielsweise bei einem Vertrag, durch den ein Hoheitsträger einem Privaten Kosten aufbürdete, die nach dem Gesetz durch die öffentliche Hand getragen werden mussten. Weiterhin führt die Verletzung eines Vertragsformverbots zur Nichtigkeit, da dieses den Vertragsschluss generell missbilligt. Auch ein Verstoß gegen Unionsrecht, etwa gegen das Beihilferecht, kann die Nichtigkeit eines Vertrags zur Folge haben.

### Besondere Nichtigkeitsgründe
§ 59 Absatz 2 VwVfG enthält zusätzliche Nichtigkeitsgründe, die auf den subordinationsrechtlichen Vertrag Anwendung finden. Diese sind gegenüber § 59 Absatz 1 VwVfG spezieller.
Ein Vertrag ist unwirksam, falls ein Verwaltungsakt mit entsprechendem Inhalt gemäß § 44 VwVfG nichtig wäre.
Nichtigkeit tritt ebenfalls ein, falls ein Verwaltungsakt mit entsprechendem Inhalt nicht nur wegen eines Verfahrens- oder Formfehlers im Sinne des § 46 VwVfG rechtswidrig wäre und dies den Vertragschließenden bekannt ist. Hierdurch soll verhindert werden, dass die Beteiligten bewusst Rechtsvorschriften umgehen.
Schließlich führt die Missachtung der spezifischen Voraussetzungen des Vergleichsvertrags oder des Austauschvertrags zur Nichtigkeit des Vertrags. Von besonderer praktischer Bedeutung ist in diesem Zusammenhang das Koppelungsverbot beim Austauschvertrag.

### Folgen der Nichtigkeit
Ist ein Vertrag nichtig, werden die ausgetauschten Leistungen grundsätzlich mithilfe des gewohnheitsrechtlich anerkannten öffentlich-rechtlichen Erstattungsanspruchs an den jeweils Leistenden zurückgewährt. Wurde im Rahmen des Vertrags ein Verwaltungsakt erlassen, wird dieser nach § 48 VwVfG oder einer spezielleren Vorschrift zurückgenommen.
Gemäß § 59 Absatz 3 VwVfG kann sich die Nichtigkeit auf einen Teil des Vertrags beschränken. Das setzt voraus, dass der Vertrag auch ohne den nichtigen Teil abgeschlossen worden wäre. Diese Vorschrift entspricht § 139 BGB.

## Abwicklung des Verwaltungsvertrags
Ist der Vertrag wirksam, können die Ansprüche, die aus dem Vertrag folgen, gemäß § 62 Satz 2 VwVfG in entsprechender Anwendung der Vorschriften des BGB durchgesetzt werden. Anwendung findet beispielsweise das Leistungsstörungsrecht. Da sich der Verwaltungsträger durch Vertragsschluss auf die Ebene der Gleichordnung begeben hat, ist es ihr indessen verwehrt, ihre Ansprüche mittels Verwaltungsakts durchzusetzen.
Gemäß § 61 Absatz 1 Satz 1 VwVfG können sich die Parteien eines subordinationsrechtlichen Vertrags der sofortigen Vollstreckung unterwerfen. Dies hat zur Folge, dass der Vertrag einen Vollstreckungstitel darstellt, aus dem die beteiligte Behörde eigenständig vollstrecken darf. In der Praxis wird dies regelmäßig vereinbart.
Gemäß § 40 Absatz 1 der Verwaltungsgerichtsordnung ist für Streitigkeiten über einen Verwaltungsvertrag der Verwaltungsrechtsweg eröffnet. Die abdrängende Zuweisung des § 40 Absatz 2 Satz 1 VwGO zu den Zivilgerichten nimmt den Verwaltungsvertrag ausdrücklich aus ihren Anwendungsbereich aus. Umstritten ist in der Rechtswissenschaft, auf welchem Rechtsweg Ansprüche aus culpa in contrahendo geltend gemacht werden können. Für die Zuweisung zum Verwaltungsrechtsweg wird angeführt, dass sie einen engen Sachzusammenhang zu einem Verwaltungsvertrag aufweist. Für die Zuweisung zur Zivilgerichtsbarkeit wird angeführt, dass es als gesetzliches Schuldverhältnis vom Wortlaut des § 40 Absatz 2 Satz 1 VwGO erfasst wird.
Gemäß § 60 Absatz 1 Satz 1 VwVfG kann eine Vertragspartei die Anpassung des Vertrags verlangen, falls sich die Sachlage nachträglich derart geändert hat, dass es für sie unzumutbar ist, weiter an den ursprünglich geschlossenen Vertrag gebunden zu sein. Ist dies nicht möglich, kann sie den Vertrag kündigen. Diese Regelung entspricht § 313 BGB. Ein Verwaltungsträger darf einen Vertrag gemäß § 60 Absatz 1 Satz 2 VwVfG weiterhin kündigen, falls dies erforderlich ist, um schwere Nachteile für das Gemeinwohl zu verhüten oder zu beseitigen. Gemäß § 60 Absatz 2 VwVfG bedarf die Kündigung der Schriftform.

## Weitere Formen des öffentlich-rechtlichen Vertrags
Ein völkerrechtlicher Vertrag wird zwischen Völkerrechtssubjekten abgeschlossen, etwa zwischen Staaten. Das Grundgesetz unterscheidet hierbei in Art. 59 Absatz 1 Satz 2 zwischen völkerrechtlichen Verwaltungsabkommen und Staatsverträgen. Erstgenannte dürfen allein durch die Exekutive abgeschlossen werden, zu letztgenannten bedarf es der Zustimmung des Bundestags. Auf völkerrechtliche Verträge findet das Verwaltungsverfahrensgesetz keine Anwendung.
Ein Verfassungsvertrag hat nicht Verwaltungs-, sondern Verfassungsrecht zum Gegenstand. Hierzu zählen beispielsweise Koalitionsvereinbarungen.
Ein Staatskirchenvertrag (römisch-katholisch: Konkordat) wird zwischen einem Hoheitsträger und einer Religionsgemeinschaft abgeschlossen. Gemäß § 2 Absatz 1 VwVfG findet das VwVfG auf diese Verträge keine Anwendung.
Der Bund und die Länder haben sich zudem darauf verständigt, den Kooperationsvertrag als neuen Vertragstypus in den Verwaltungsverfahrensgesetzen zu kodifizieren. Bei einem solchen Vertrag wird ein Privater an der Ausübung öffentlicher Gewalt beteiligt. Bislang wurde das Vorhaben allerdings noch nicht umgesetzt.